# Pseudochromis
Pseudochromis là một chi cá trong họ Pseudochromidae phân bố ở Ấn Độ Dương và Thái Bình Dương.

## Các loài
Những loài được công nhận trong chi này bao gồm:
- Pseudochromis aldabraensis Bauchot-Boutin, 1958
- Pseudochromis alticaudex A. C. Gill, 2004
- Pseudochromis ammeri A. C. Gill, G. R. Allen & Erdmann, 2012 [1]
- Pseudochromis andamanensis Lubbock, 1980
- Pseudochromis aureolineatus A. C. Gill, 2004
- Pseudochromis aurulentus A. C. Gill & J. E. Randall, 1998
- Pseudochromis bitaeniatus (Fowler, 1931)
- Pseudochromis caudalis Boulenger, 1898
- Pseudochromis chrysospilus A. C. Gill & Zajonz, 2011 [2]
- Pseudochromis coccinicauda (Tickell, 1888)
- Pseudochromis colei Herre, 1933 [1]
- Pseudochromis cometes A. C. Gill & J. E. Randall, 1998
- Pseudochromis cyanotaenia Bleeker, 1857
- Pseudochromis dilectus Lubbock, 1976
- Pseudochromis dixurus Lubbock, 1975
- Pseudochromis dutoiti J. L. B. Smith, 1955
- Pseudochromis eichleri A. C. Gill, G. R. Allen & Erdmann, 2012 [1]
- Pseudochromis elongatus Lubbock, 1980
- Pseudochromis erdmanni A. C. Gill & G. R. Allen, 2011 [3]
- Pseudochromis flammicauda Lubbock & Goldman, 1976
- Pseudochromis flavivertex Rüppell, 1835
- Pseudochromis flavopunctatus A. C. Gill & J. E. Randall, 1998
- Pseudochromis fowleri Herre, 1934
- Pseudochromis fridmani Klausewitz, 1968
- Pseudochromis fuligifinis A. C. Gill & J. T. Williams, 2011 [4]
- Pseudochromis fuscus J. P. Müller & Troschel, 1849
- Pseudochromis howsoni G. R. Allen, 1995
- Pseudochromis jace G. R. Allen, A. C. Gill & Erdmann, 2008
- Pseudochromis jamesi L. P. Schultz, 1943
- Pseudochromis kolythrus A. C. Gill & R. Winterbottom, 1993
- Pseudochromis kristinae A. C. Gill, 2004
- Pseudochromis leucorhynchus Lubbock, 1977
- Pseudochromis linda J. E. Randall & Stanaland, 1989
- Pseudochromis litus A. C. Gill & J. E. Randall, 1998
- Pseudochromis lugubris A. C. Gill & G. R. Allen, 2004
- Pseudochromis luteus Aoyagi, 1943
- Pseudochromis madagascariensis A. C. Gill, 2004
- Pseudochromis magnificus Lubbock, 1977
- Pseudochromis marshallensis L. P. Schultz, 1953
- Pseudochromis matahari A. C. Gill, Erdmann & G. R. Allen, 2009
- Pseudochromis melanurus A. C. Gill, 2004
- Pseudochromis melas Lubbock, 1977
- Pseudochromis mooii A. C. Gill, 2004
- Pseudochromis moorei Fowler, 1931
- Pseudochromis natalensis Regan, 1916
- Pseudochromis nigrovittatus Boulenger, 1897
- Pseudochromis oligochrysus A. C. Gill, G. R. Allen & Erdmann, 2012 [5]
- Pseudochromis olivaceus Rüppell, 1835
- Pseudochromis omanensis A. C. Gill & Mee, 1993
- Pseudochromis persicus J. A. Murray, 1887
- Pseudochromis perspicillatus Günther, 1862
- Pseudochromis pesi Lubbock, 1975
- Pseudochromis pictus A. C. Gill & J. E. Randall, 1998
- Pseudochromis punctatus Kotthaus, 1970
- Pseudochromis pylei J. E. Randall & McCosker, 1989
- Pseudochromis quinquedentatus McCulloch, 1926
- Pseudochromis ransonneti Steindachner, 1870
- Pseudochromis reticulatus A. C. Gill & Woodland, 1992
- Pseudochromis rutilus A. C. Gill, G. R. Allen & Erdmann, 2012 [5]
- Pseudochromis sankeyi Lubbock, 1975
- Pseudochromis socotraensis A. C. Gill & Zajonz, 2011 [2]
- Pseudochromis springeri Lubbock, 1975
- Pseudochromis steenei A. C. Gill & J. E. Randall, 1992
- Pseudochromis stellatus (Gill, Allen & Erdmann, 2017)
- Pseudochromis striatus A. C. Gill, K. T. Shao & J. P. Chen, 1995
- Pseudochromis tapeinosoma Bleeker, 1853
- Pseudochromis tauberae Lubbock, 1977
- Pseudochromis tigrinus G. R. Allen & Erdmann, 2012 [6]
- Pseudochromis tonozukai A. C. Gill & G. R. Allen, 2004
- Pseudochromis viridis A. C. Gill & G. R. Allen, 1996
- Pseudochromis wilsoni (Whitley, 1929)
- Pseudochromis yamasakii A. C. Gill & Senou, 2016 [7]